# Get Together
«Get Together» es una canción de la cantante estadounidense Madonna, incluida en su décimo álbum de estudio Confessions on a Dance Floor. Producida por Madonna y Stuart Price, se puso a la venta como el tercer sencillo del álbum bajo el sello de Warner Bros. el 6 de junio de 2006. El hecho de que «Get Together» fuera la tercera pista más descargada del álbum alentó a tomar la decisión de convertirla en sencillo. También fue lanzada de modo que coincidiera con el comienzo de la gira Confessions Tour. Inspirada por «Music Sounds Better with You» de Stardust, la canción retrata una especie de himno con su letra, que habla de las diferentes posibilidades de encontrar el amor en la pista de baile.
Los críticos contemporáneos apreciaron positivamente la canción, al considerarla fluida por naturaleza y una canción maravillosa.  También halagaron la habilidad de Madonna para convertir varios comentarios clichés en eslóganes pop. Tras su lanzamiento mundial, la canción se convirtió en un éxito en las listas de música dance de Estados Unidos, pero no consiguió entrar en la lista de éxitos oficial Billboard Hot 100, y llegó al número seis del Bubbling Under Hot 100 Singles. Además de las anteriores, alcanzó las primeras diez posiciones en países como Canadá, Reino Unido e Italia y encabezó la lista de España.
El vídeo musical incluyó imágenes de la presentación que realizó en el Koko Club de Londres, pero se le agregaron efectos de animación para hacerla visualmente diferente. Este muestra a Madonna cantando entre efectos visuales que incluyen volcanes en erupción y paisajes urbanos. Madonna interpretó el tema en su gira Confessions Tour, donde es acompañada por dos bailarines con bridas alrededor de la cabeza. En 2007, recibió una nominación en la categoría mejor grabación dance en la 49.ª edición de los premios Grammy.

## Antecedentes y composición
Madonna, Anders Bagge, Peer Åström y Stuart Price compusieron «Get Together», mientras que Madonna y Price la produjeron. Está inspirada por la canción de 1998 «Music Sounds Better with You» de Stardust. Inicialmente «Jump» iba a ser elegida como el tercer sencillo del álbum, sin embargo, en su lugar se escogió a «Get Together» para coincidir con el inicio de la gira de Madonna Confessions Tour. La decisión también se basó en el hecho de que «Get Together» era la tercera canción más descargada de Confessions on a Dance Floor: sus ventas ascendían a más de 20 000 descargas en esa época, superando las 9000 de «Jump». La portada del sencillo muestra a Madonna con el equipo del Confessions Tour, incluyendo al productor de la canción, Stuart Price. La fotografía también puede ser encontrada en el folleto del DVD I'm Going to Tell You a Secret (2005).
«Get Together» incorpora elementos de «Music Sounds Better with You» así como del tema «Fate» de Chaka Khan. También hace referencia a otras canciones de la intérprete, como «Holiday» (1983) y «Secret» (1994). La melodía está compuesta en un compás de 4/4 con un tempo moderadamente rápido y un groove dance, que corre a una velocidad de 126 pulsaciones por minuto. Es una canción compuesta en la tonalidad de la menor, donde la voz de Madonna ocupa un registro que va de la3 a la4 y la melodía sigue el acorde fa menor–sol–la–mi menor. La letra refleja una especie de himno sobre las diferentes posibilidades de encontrar el amor en una pista de baile. Se incluyen alusiones al sencillo de The SOS Band de 1980 «Take Your Time (Do It Right)», especialmente en la frase «Baby we can do it, we can do it all right» («Cariño, podemos hacerlo, podemos hacerlo todo bien»). La letra está dispuesta en una especie de conversación o diálogo interno que se lleva a cabo entre la cantante y el oyente.

## Recepción crítica

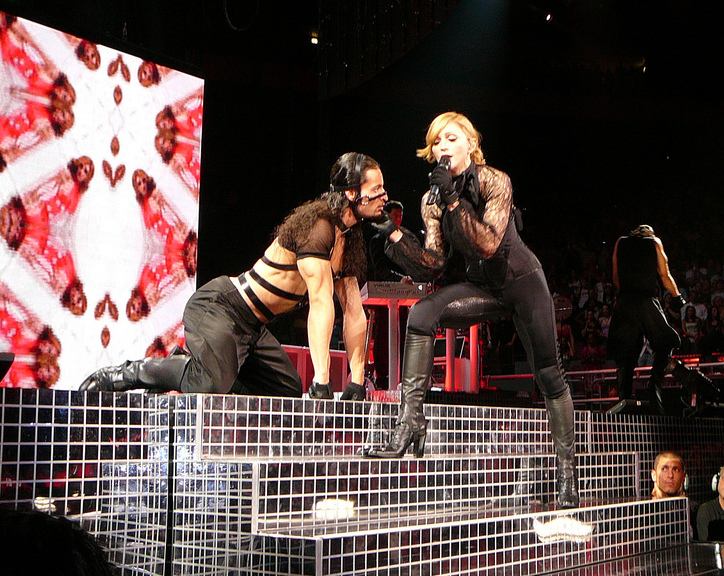
Madonna interpretando «Get Together» en el Confessions Tour, mientras acaricia a su bailarín, quien posa como un caballo.

Tras su publicación en Confessions on a Dance Floor, «Get Together» recibió críticas mayoritariamente positivas por parte de la prensa, enfatizando el buen ritmo, la temática de las letras y la habilidad de Madonna para seguir creando buenas canciones dance. Keith Caulfield de Billboard felicitó el tema «de iluminación» de la canción. Sal Cinquemani de Slant Magazine comentó que la letra convierte comentarios cliché como «amor a primera vista» en un eslogan pop. Del mismo modo, David Browne de Entertainment Weekly dijo que la melodía era de naturaleza fluida y describió a Madonna como un «alma sin descanso sufriendo por conectarse». Jason Shawhan de About.com la elogió al describirla como un «raro y maravilloso número». Stephen M. Deusner de Pitchfork Media escribió: «En "Get Together", mientras los sintetizadores de Price van y vienen según el humor, Madonna hace la pregunta eterna, "¿crees en el amor a primera vista?", en una melodía vocal deslizante». Como parte de su reseña, Joan Morgan de The Village Voice mencionó: «El momento crece rápidamente con una transición sin marcas hacia la alquimia malvada de "Get Together", donde Madge y Price ofrecen una irresistible manipulación de las dulces voces unidas con las percusiones descomunales, los sintetizadores seductores y unos cuantos aplausos soul puestos en buena medida».
Por su parte, Alexis Petridis de The Guardian admitió que los estribillos de «Get Together» y «Sorry» eran triunfantes. Chris Norris de Blender escribió: «..."Get Together"... evoca a dos de los gigantes del dance de principios de los años 1980, The S.O.S. Band y Madonna». En su crítica a Confessions on a Dance Floor, Matt Zabosek de The Chicago Maroon remarcó: «..."Get Together" es probablemente de lo mejor, pero es difícil no sentir que la voz computarizada de Madonna es un engaño (¿quizás para cubrir las notas altas que ya no es capaz de alcanzar?)». Finalmente, Diego Costa de The UWM Post comentó: «En esta pista un poco más avanzada que la música para una sala de espera, Madonna es una adolescente otra vez, preguntándose si existe algo como el amor a primera vista. Pero al final, como una mujer sabia, se da cuenta de que exista o no, no le importa, dado que "todo es solo una ilusión". Sí, lo hemos escuchamos todo antes, incluso lo admite en la pista siguiente, pero eso no significa que no queramos escucharlo otra vez». En la edición de 2007 de los Premios Grammy, «Get Together» recibió una nominación en la categoría mejor grabación dance, pero perdió ante «SexyBack» de Justin Timberlake.

## Recepción comercial
En Estados Unidos, «Get Together» no logró entrar a la lista Billboard Hot 100 y solo llegó al puesto ochenta y cuatro del Pop 100 y al seis en Bubbling Under Hot 100 Singles. Su mala recepción en las listas estadounidenses se atribuyó a una limitada promoción en la radio. Como consecuencia, 3300 personas firmaron una petición en Petitiononline.com conocida como «Terminen el boycott a Madonna en la Radio de Estados Unidos», dirigida al CEO de Clear Channel Communications, Mark P. Mays. Además, se contrataron anuncios en Entertainment Weekly y VH1 para apoyar a Madonna por las teorías de conspiración sobre por qué sus canciones ya no se tocaban en la radio. Pese a esto, la canción fue un éxito en las listas de música dance de Billboard, pues llegó a la cima del Dance Club Songs y Hot Dance Airplay. Asimismo, ocupó el número dieciocho del European Hot 100 Singles.
En Canadá, la canción hizo su primera aparición en el número cuatro del Canadian Singles Chart, la posición más alta que alcanzó en este conteo. En España entró directamente en el número uno de la lista del 25 de junio de 2006 y pasó una semana en el primer puesto. En Australia y Reino Unido debutó en las posiciones trece y siete, respectivamente, su posición más alta en ambas listas. En Europa continental estuvo dentro de las primeras diez posiciones en las listas finlandesas e italianas, además de entrar a los cuarenta primeros lugares en países como Austria, Bélgica (Flandes y Valonia), Dinamarca, Francia, Alemania, Irlanda, Países Bajos, Suecia y Suiza.

## Vídeo musical

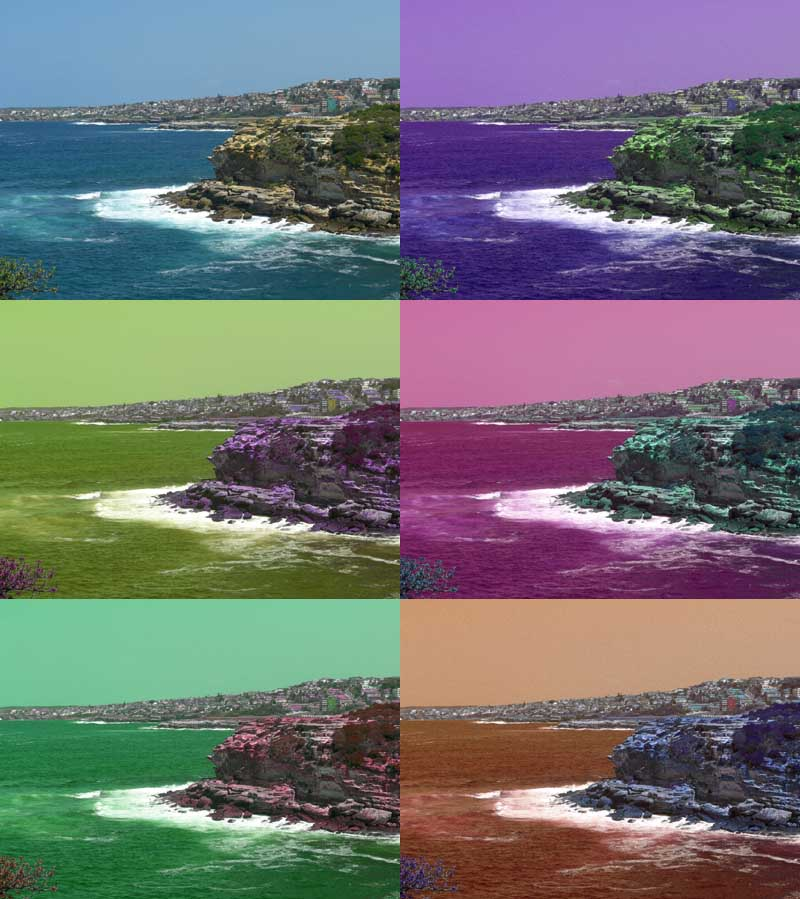
Para el vídeo de «Get Together», las escenas de la presentación de Madonna se volvieron a colorear, como el paisaje de la imagen.

A mediados de 2006, Madonna se encontraba trabajando en los detalles de su siguiente gira, por lo que grabar un vídeo para el nuevo sencillo era algo difícil de llevar a cabo. Por lo tanto, en su lugar se optó por utilizar una presentación de «Get Together» realizada el 15 de noviembre de 2005 en el Koko Club de Londres, como parte del Hung Up Promo Tour. Al vídeo de esta interpretación se le añadieron varios efectos digitales de luces, colores, animación y tomas en 3D. Todo el trabajo fue dirigido por Logan Studios y su equipo de producción. Las animaciones y el diseño fueron realizadas por el artista Nathaniel Howe, quien fue contactado por el productor ejecutivo de Logan Studios, Kevin Shapiro. La conceptualización y el trabajo en el proyecto comenzaron el 1 de mayo de 2006. Estuvo inspirado por las publicaciones del historietista italiano Milo Manara y las obras retro de ciencia ficción. Se utilizaron varios programas para elaborar los distintos ambientes de las escenas, incluidos Maya, After Effects y RealFlow. En una entrevista para el sitio Drowned Madonna, Howe detalló más sobre el proceso creativo:

«Durante la primera fase del vídeo nos concentramos en probar diferentes estilos en 3D para ver como el color, el ambiente y la cinematografía complementaban la canción. Mientras hacíamos esto, editamos las escenas sin efectos. A medida que la edición continuaba redujimos el número de técnicas y el estilo de los mundos. Incluso antes de terminar una imagen, ya la estábamos probando con tomas en 3D; esto realmente nos permitió afinar tanto los efectos como la edición para que trabajen en conjunto con la canción. Mientras progresamos, mandamos muestras a Warner Bros. y al equipo de Madonna».

Madonna se involucró en el proyecto a medida que veía las muestras enviadas por el equipo de producción y las regresaba con sus comentarios. Luego de que se completaran los efectos de fluidez en el vídeo, los animadores de Logan Studios y Howe afinaron y ajustaron las tomas, eliminaron cualquier discrepancia en ellas e implementaron las sugerencias de Madonna.
El vídeo comienza con una toma del mundo envuelto en su génesis. Rápidamente se muestran imágenes de volcanes en erupción, dinosaurios y olas, para luego dar paso a la imagen de Madonna y sus dos bailarines cantando el tema en lo alto de una colina. Continúa con varias tomas unidas por efectos de fluidez hasta el estribillo, cuando se observa a Madonna bailando rodeada de olas y espirales. Mientras la canción avanza hasta el puente, el escenario cambia a unas montañas y un panorama urbano. Madonna y sus bailarines cantan y bailan entre los rascacielos. El vídeo termina con Madonna parada en lo alto de un edificio y la cámara alejándose de ella hasta perderse.

## Presentaciones en directo

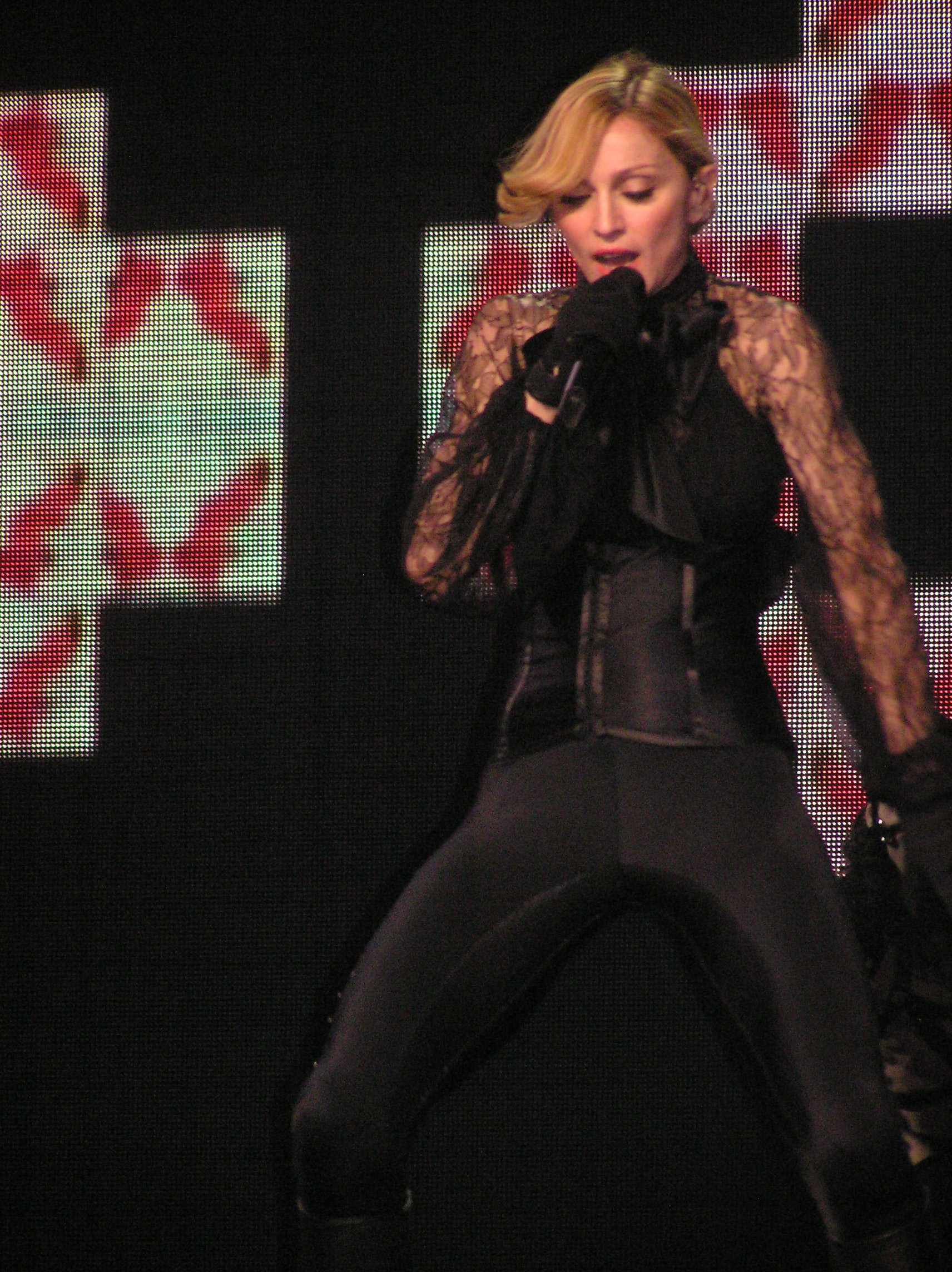
Madonna cantando el tema en el Confessions Tour.

Madonna interpretó por primera vez la canción como parte del Hung Up Promo Tour, donde se presentó en varios clubes nocturnos como el Koko Club y G-A-Y, como parte de la campaña de promoción del álbum Confessions on a Dance Floor. Durante estos conciertos, Madonna emergía de una bola de espejos vistiendo una chaqueta púrpura, pantalones cortos de terciopelo y botas altas.
En el Confessions Tour, «Get Together» era el segundo tema en el repertorio, como parte del segmento «equino» del espectáculo, donde Madonna vestía un leotardo de cuero de cuerpo completo color negro. Después de quitarse el sombrero al terminar de cantar «Future Lovers», las pantallas cambiaban el vídeo de un caballo por unas tomas de un caleidoscopio rojo hechas por Steven Klein. Madonna comenzaba la interpretación al tiempo que dos bailarines aparecían detrás de ella vistiendo riendas de caballo en su cabeza, para representar el sentimiento de opresión. La melodía continuaba para dar paso a una coreografía sencilla, donde la cantante tiraba de las riendas de sus bailarines como si fuesen caballos. Durante el intermedio musical, Madonna se trasladaba hacia la pasarela de enfrente y se recostaba. A medida que cantaba, la música se hacía más fuerte y ella comenzaba a girar en el centro del escenario. La interpretación seguía cuando los tres regresaban a la parte de atrás al tiempo que cantaban repetidamente las palabras «Get Together». El número terminaba con la música del siguiente tema del repertorio, «Like a Virgin». Ed González de Slant Magazine, mientras reseñaba el DVD The Confessions Tour, comentó que: «Una gran canción como "Get Together" es cantada espléndidamente (quien sea que controle el volumen de su micrófono es un genio), pero su mensaje de celebración y unión está comprometido por los sentimientos contradictorios de bondage (opresión) representados por los dos bailarines equipados con riendas alrededor de sus cabezas». Bill Lamb de About.com dijo: «El sueño de fiebre equina con los chicos poni en bondage que da inicio a The Confessions Tour probablemente sea algo ofensivo y fuera de lugar para muchos, pero encaja en el espectáculo». En el álbum en vivo de la gira, «Get Together» fue excluida de la lista de pistas del CD, pero sí fue incluida en el DVD.

## Formatos y lista de canciones
| Europa y Australia - Sencillo en CD |                                      |          |  |
| N.º                                 | Título                               | Duración |  |
| 1.                                  | «Get Together» (versión del radio)   | 3:54     |  |
| 2.                                  | «Get Together» (Jacques Lu Cont Mix) | 6:18     |  |
| 3.                                  | «Get Together» (Tiefschwarz Remix)   | 7:34     |  |

| Reino Unido - 12" promo vinilo |                                     |          |  |
| N.º                            | Título                              | Duración |  |
| 1.                             | «Get Together» (Tiefschwarz Remix)  | 7:34     |  |
| 2.                             | «Get Together» (James Holden Remix) | 8:00     |  |

| Reino Unido - 12" vinilo |                                      |          |  |
| N.º                      | Título                               | Duración |  |
| 1.                       | «Get Together» (versión del radio)   | 3:54     |  |
| 2.                       | «Get Together» (Jacques Lu Cont Mix) | 6:18     |  |

| Reino Unido - promo CD sencillo |                                             |          |  |
| N.º                             | Título                                      | Duración |  |
| 1.                              | «Get Together» (versión del radio)          | 3:54     |  |
| 2.                              | «Get Together» (Jaques Lu Cont Vocal Edit)  | 4:22     |  |
| 3.                              | «Get Together» (The Danny Howells Funk Mix) | 9:13     |  |

| Europa y Norteamérica - Maxisencillo |                                             |          |  |
| N.º                                  | Título                                      | Duración |  |
| 1.                                   | «Get Together» (versión del álbum)          | 5:15     |  |
| 2.                                   | «Get Together» (Jacques Lu Cont Mix)        | 6:18     |  |
| 3.                                   | «Get Together» (The Danny Howells Funk Mix) | 9:13     |  |
| 4.                                   | «Get Together» (Tiefschwarz Remix)          | 7:34     |  |
| 5.                                   | «Get Together» (James Holden Remix)         | 8:00     |  |
| 6.                                   | «I Love New York» (Thin White Duke Mix)     | 7:43     |  |

| Reino Unido - Sencillo en CD |                                             |          |  |
| N.º                          | Título                                      | Duración |  |
| 1.                           | «Get Together» (versión del álbum)          | 5:15     |  |
| 2.                           | «Get Together» (Jacques Lu Cont Mix)        | 6:18     |  |
| 3.                           | «Get Together» (The Danny Howells Funk Mix) | 9:13     |  |
| 4.                           | «Get Together» (Tiefschwarz Remix)          | 7:34     |  |
| 5.                           | «Get Together» (James Holden Remix)         | 8:00     |  |

| Estados Unidos - 12" vinilo |                                             |          |  |
| N.º                         | Título                                      | Duración |  |
| 1.                          | «Get Together» (versión del álbum)          | 5:15     |  |
| 2.                          | «Get Together» (Jacques Lu Cont Mix)        | 6:18     |  |
| 3.                          | «Get Together» (Tiefschwarz Remix)          | 7:34     |  |
| 4.                          | «I Love New York» (Thin White Duke Mix)     | 7:43     |  |
| 5.                          | «Get Together» (James Holden Remix)         | 8:00     |  |
| 6.                          | «Get Together» (The Danny Howells Funk Mix) | 9:13     |  |

## Listas de popularidad
| Lista                                           | Posición |
| ----------------------------------------------- | -------- |
| Alemania (GfK Entertainment Charts)             | 28       |
| Australia (Australian Singles Chart)            | 13       |
| Austria (Ö3 Austria Top 40)                     | 35       |
| Bélgica - Flandes (Ultratop 50)                 | 22       |
| Bélgica - Valonia (Ultratop 40)                 | 33       |
| Canadá (Canadian Singles Chart)                 | 4        |
| Dinamarca (Tracklisten)                         | 12       |
| Eslovaquia (Radio Top 100 Oficiálna)            | 9        |
| España (PROMUSICAE)                             | 1        |
| Estados Unidos (Bubbling Under Hot 100 Singles) | 6        |
| Estados Unidos (Dance Club Songs)               | 1        |
| Estados Unidos (Hot Dance Airplay)              | 1        |
| Estados Unidos (Hot Singles Sales)              | 2        |
| Estados Unidos (Pop 100)                        | 84       |
| Europa (European Hot 100 Singles)               | 18       |
| Finlandia (Suomen virallinen lista)             | 6        |
| Francia (SNEP)                                  | 26       |
| Hungría (Rádiós top 40)                         | 25       |
| Irlanda (Irish Singles Chart)                   | 17       |
| Italia (FIMI)                                   | 2        |
| Países Bajos (Dutch Top 40)                     | 13       |
| Reino Unido (UK Singles Chart)                  | 7        |
| República Checa (Rádio Top 100 Oficiální)       | 13       |
| Suecia (Sverigetopplistan)                      | 15       |
| Suiza (Schweizer Hitparade)                     | 24       |

| Lista (2006)                       | Posición |
| ---------------------------------- | -------- |
| Estados Unidos (Hot Dance Airplay) | 6        |
| Estados Unidos (Hot Singles Sales) | 21       |

## Historial de lanzamientos
| País           | Fecha                | Formato          | Ref.   |
| -------------- | -------------------- | ---------------- | ------ |
| Mundial        | 23 de mayo de 2006   | Descarga digital | [ 51 ] |
| Mundial        | 6 de junio de 2006   | Ringtone         | [ 52 ] |
| Mundial        | 6 de junio de 2006   | Radio            | [ 52 ] |
| Norteamérica   | 6 de junio de 2006   | Maxisencillo     | [ 42 ] |
| Europa         | 19 de junio de 2006  | Sencillo en CD   | [ 36 ] |
| Europa         | 19 de junio de 2006  | Maxisencillo     | [ 41 ] |
| Estados Unidos | 7 de julio de 2006   | 12" vinilo       | [ 45 ] |
| Reino Unido    | 24 de julio de 2006  | Sencillo en CD   | [ 44 ] |
| Reino Unido    | 28 de agosto de 2006 | 12" vinilo       | [ 39 ] |

## Créditos y personal
- Voz: Madonna
- Producción y composición: Madonna, Stuart Price, Anders Bagge y Peer Åström
- Asistente de ingeniería: Alex Dromgode
- Mezcla de audio: Mark «Spike» Stent
- Máster de grabación: Brian «Big Bass» Gardner
- Administración: Guy Oseary y Angela Becker
- Dirección de arte: Giovanni Bianco

Fuente: Discogs.